# 埼玉県小学校の廃校一覧
埼玉県小学校の廃校一覧（さいたまけんしょうがっこうのはいこういちらん）は、埼玉県内の小学校の中で、現在廃校となっているものの一覧。対象となるのは、学制改革（1947年）以降に廃校となった小学校、および分校である。学校名は廃校当時のもの。廃校時に小学校が所在していた自治体がその後、合併によって消滅している場合は、現行の自治体に含む。また休校中の県内の小学校や分校は公式には存続している事となっているが、現在休校中のそれらは事実上廃校となっている場合が多いため、便宜上本項に記載する。
（）内は、廃校になった年、統合先の小学校である。

## さいたま市
- 双恵小学校（1963年）[1]

## 川越市
- 川越市立古谷東小学校（2009年川越市立古谷小学校へ統合）[2]

## 熊谷市
- 熊谷市立小島小学校（2011年休校）[3]
- 熊谷市立成田小学校（2023年星宮小と統合し熊谷市立成田星宮小学校へ）[4]
- 熊谷市立星宮小学校（2023年成田小と統合し成田星宮小へ）[4]
- 熊谷市立妻沼南小学校（2025年統合により熊谷市立妻沼西小学校へ）[5]
- 熊谷市立男沼小学校（同上）[5]
- 熊谷市立太田小学校（同上）[5]

## 川口市
- 川口市立芝園小学校（2008年）[6]
- 川口市立芝東小学校（2012年川口市立芝中央小学校へ統合）[7]

## 行田市
- 行田市立西小学校〈旧〉（1965年太井小と統合し行田市立西小学校〈新〉へ）[8]
- 行田市立太井小学校（1965年西小〈旧〉と統合し西小〈新〉へ）[8]
- 行田市立荒木小学校（2022年須加小と統合し行田市立見沼小学校へ）[9]
- 行田市立須加小学校（2022年荒木小と統合し見沼小へ）[9]
- 行田市立北河原小学校（2022年行田市立南河原小学校へ統合）[10]
- 行田市立中央小学校（2022年星宮小と統合し行田市立忍小学校へ）[11]
- 行田市立星宮小学校（2022年中央小と統合し忍小へ）[11]
- 行田市立太田西小学校（2023年太田東小と統合し行田市立太田小学校へ）[12]
- 行田市立太田東小学校（2023年太田西小と統合し太田小へ）[12]

## 秩父市
- 秩父市立花の木小学校別所分教場（1957年8月31日）[13]
- 秩父市立尾田蒔小学校田村分教場（1971年名目統合、1973年完全統合）[14]
- 秩父市立尾田蒔小学校蒔田分教場（同上）[14]
- 秩父市立浦山小学校（1986年秩父市立影森小学校へ統合）[15]
- 秩父市立川俣小学校（1992年影森小へ統合）[15]
- 秩父市立大滝小学校（2014年秩父市立荒川西小学校へ統合）[16]
- 大滝村立大滝小学校中双里分校（1975年）[16]
- 大滝村立大滝小学校三峯分校（1980年）[16]
- 大滝村立上中尾小学校（1981年大滝小へ統合）[16]
- 大滝村立中津川小学校（1984年大滝小へ統合）[16]
- 大滝村立小倉沢小学校（1985年大滝小へ統合）[16]
- 大滝村立光岩小学校（2001年大滝小へ統合）[16]
- 吉田町立石間小学校（2000年秩父市立吉田小学校〈当時：吉田町立〉へ統合）[17]
- 吉田町立吉田小学校太田部分校（2000年休校、2017年廃校[18]）[注釈 1]
- 吉田町立上吉田小学校（2004年吉田小へ統合）[17]

## 所沢市
- 所沢市立中新井小学校（2006年並木東小と統合し所沢市立中央小学校へ）[19]
- 所沢市立並木東小学校（2006年中新井小と統合し中央小へ）[19]

## 飯能市
- 飯能市立南高麗小学校第一分教場（1959年）[20]
- 飯能市立南高麗小学校第二分教場（1959年）[20]
- 飯能市立坂石小学校（1963年長沢小と統合し西川小へ）[21]
- 飯能市立長沢小学校（1963年坂石小と統合し西川小へ）[21]
- 飯能市立高山小学校（1966年西川小へ統合）[21]
- 飯能市立原市場小学校〈旧〉（1968年統合により飯能市立原市場小学校〈新〉へ）[21]
- 飯能市立赤沢小学校（同上）[21]
- 飯能市立中藤小学校（同上）[21]
- 飯能市立南小学校（同上）[21]
- 飯能市立吾野小学校〈初代〉（1993年統合により吾野小〈2代目〉へ）[21]
- 飯能市立南川小学校（同上）[21]
- 飯能市立北川小学校（同上）[21]
- 飯能市立西川小学校（2019年統合により奥武蔵創造学園飯能市立奥武蔵小学校へ）[22]
- 飯能市立東吾野小学校（同上）[22]
- 飯能市立吾野小学校〈2代目〉（同上）[22]

## 加須市
- 大利根村立東小学校旗井分教場（1959年6月25日）[注釈 2]

## 本庄市
- 本庄市立本泉小学校（2011年休校、児童は本庄市立秋平小学校へ通学）[23]
- 本庄町立本庄小学校（1953年本庄市立本庄東小学校[24]と本庄市立本庄西小学校[25]〈いずれも当時：本庄町立〉へ分割）

## 東松山市
- 東松山市立神戸小学校（1958年東松山市立唐子小学校神戸分校となり[26]、1984年廃校）
- 東松山市立桜山小学校〈旧〉（2006年緑山小と統合し東松山市立桜山小学校〈新〉へ）[27]
- 東松山市立緑山小学校（2006年桜山小〈旧〉と統合し桜山小〈新〉へ[27]、跡地は大東文化大学緑山キャンパス）

## 春日部市
- 春日部市立大畑小学校（2003年再編により廃校、跡地に春日部市立武里南小学校を設置）[28]
- 春日部市立大場小学校（2003年再編により廃校、跡地に春日部市立武里西小学校を設置）[29]
- 春日部市立谷中小学校（2003年再編により廃校）[29]跡地は住宅地。体育館は現存。
- 春日部市立沼端小学校（同上）[29]跡地は民間の土木建設研究施設。
- 春日部市立宝珠花小学校（2019年富多小・江戸川中と統合し春日部市立江戸川小中学校へ）[30]
- 春日部市立富多小学校（2019年宝珠花小・江戸川中と統合し江戸川小中へ）[30]

## 狭山市
- 狭山市立狭山台南小学校（2010年廃校。同年4月、狭山台北・狭山台南両小学校を統合し、旧狭山台南小学校校舎に狭山市立狭山台小学校を新規開校。学区は両小学校旧学区を合併）[31]
- 狭山市立狭山台北小学校（2010年廃校。2012年、旧狭山台北小学校校舎に生涯教育・社会教育等施設「狭山元気プラザ」設置。同施設内に社団法人狭山市医師会立狭山准看護学校を移設）[32]
- 狭山市立入間小学校（2011年廃校。学区は狭山市立入間野小学校・狭山市立南小学校の両校学区に分割編入）[33]

## 羽生市
- 羽生市立井泉小学校（2025年統合により羽生市立羽生東小学校へ）[34]
- 羽生市立三田ヶ谷小学校（同上）[34]
- 羽生市立村君小学校（同上）[34]
- 羽生町立羽生小学校分教場（1951年）[35]

## 鴻巣市
- 鴻巣市立笠原小学校（2022年鴻巣市立鴻巣中央小学校へ統合）[36]

## 深谷市
- 深谷市立中瀬小学校（1985年新会小と統合し深谷市立豊里小学校へ）[37]
- 深谷市立新会小学校（1985年中瀬小と統合し豊里小へ）[37]

## 草加市
- 草加市立北谷小学校（2009年花栗小と統合し草加市立松原小学校へ）[38]
- 草加市立花栗小学校（2009年北谷小と統合し松原小へ）[38]

## 越谷市
- 越谷市立大沢北小学校分教場（1971年11月29日）[39]

## 新座市
- 新座市立新座小学校〈旧〉（2004年大正小と統合し新座市立新座小学校〈新〉へ）[40]
- 新座市立大正小学校（2004年新座小〈旧〉と統合し新座小〈新〉へ）[40]

## 桶川市
- 桶川市立桶川北小学校（2007年桶川南小と統合、跡地に桶川市立桶川小学校を設置）[41]
- 桶川市立桶川南小学校（2007年統合により廃校）[41]

## 久喜市
- 久喜市立江面第一小学校（2021年江面第二小と統合し久喜市立江面小学校へ）[42]
- 久喜市立江面第二小学校（2021年江面第一小と統合し江面小へ）[42]
- 栗橋町立栗橋東第一小学校（2001年統合により久喜市立栗橋小学校〈当時：栗橋町立〉へ）[43]
- 栗橋町立栗橋東第二小学校（同上）[43]
- 栗橋町立栗橋北小学校（同上）[43]

## 北本市
- 北本市立栄小学校 （2021年北本市立石戸小学校へ統合）[44]

## 富士見市
- 富士見市立南畑小学校東大久保分校（1981年）[45]
- 富士見市立上沢小学校（2006年鶴瀬西小と統合し富士見市立つるせ台小学校へ）[46]
- 富士見市立鶴瀬西小学校（2006年上沢小と統合しつるせ台小へ）[46]

## 三郷市
- 三郷市立さつき小学校（2005年瑞沼小と統合、跡地に三郷市立瑞木小学校を設置）[47]
- 三郷市立瑞沼小学校（2005年さつき小と統合し瑞木小へ）[47]
- 三郷市立北郷小学校（2012年三郷市立彦糸小学校へ統合）[48]
- 三郷市立後谷小学校（2024年三郷市立前間小学校へ統合）[49]

## 坂戸市
- 坂戸市立泉小学校（2016年北坂戸小と統合し坂戸市立桜小学校へ）[50]
- 坂戸市立北坂戸小学校（2016年泉小と統合し桜小へ）[50]

## 幸手市
- 幸手町立吉田第一小学校（1984年吉田第二小と統合し幸手市立吉田小学校〈当時：幸手町立〉へ）[51]
- 幸手町立吉田第二小学校（1984年吉田第一小と統合し吉田小へ）[51]
- 幸手市立栄第二小学校（2003年栄第一小学校と統合し、跡地に幸手市立さかえ小学校を設置）[52]
- 幸手市立栄第一小学校（2003年栄第二小と統合しさかえ小へ）[52]
- 幸手市立緑台小学校（2005年幸手東小学校と統合し、跡地に幸手市立さくら小学校を設置）[53]
- 幸手市立幸手東小学校（2005年緑台小と統合しさくら小へ）[53]
- 幸手市立香日向小学校（2012年幸手市立長倉小学校へ統合）[51]
- 八代村立八代小学校〈旧〉（1954年9月統合により幸手市立八代小学校〈当時：八代村立〉へ）[54]
- 八代村立八代小学校平須賀分校（同上）[54]
- 八代村立八代小学校中野分校（同上）[54]

## 日高市
- 日高市立武蔵台小学校（2023年日高市立武蔵台中学校と統合し日高市立武蔵台小中学校へ）[55]
- 日高市立高根中学校（2024年日高市立高根小学校と統合し日高市立高根小中学校へ）[56]
- 日高市立高麗中学校（2025年日高市立高麗小学校と統合し日高市立高麗小中学校へ）[57]

## ふじみ野市
- 上福岡市立第二小学校（2002年第四小と統合しふじみ野市立上野台小学校〈当時：上福岡市立〉へ）[58]
- 上福岡市立第四小学校（2002年第二小と統合し上野台小へ）[58]

## 白岡市
- 白岡市立大山小学校（2025年白岡市立西小学校へ統合）[59]

## 入間郡
- 越生町立梅園小学校南分校（1972年）[60]

## 比企郡

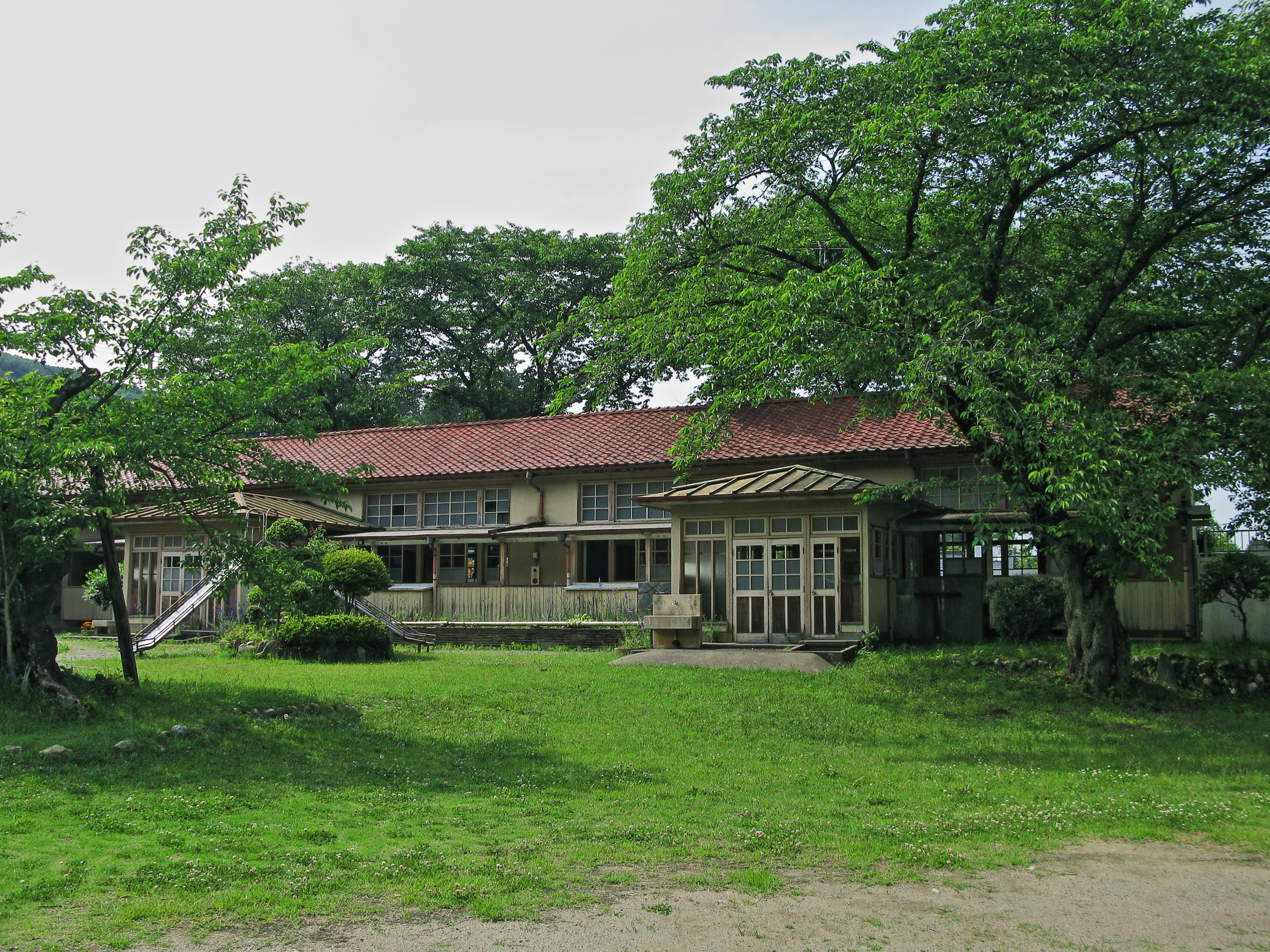
小川町立小川小学校下里分校

- 嵐山町立鎌形小学校（2007年嵐山町立菅谷小学校へ統合）[61]
- 小川町立大河小学校青山分校（1979年）[62]
- 小川町立大河小学校古寺分校（1983年）[62]
- 小川町立大河小学校腰越分校（2007年）[62]
- 小川町立小川小学校下里分校（2003年休校、2011年廃校）[63]
- 小川町立東小川小学校（2022年小川町立小川小学校へ統合）[63]
- 鳩山町立鳩丘小学校（2007年松栄小と統合し鳩山町立鳩山小学校へ）[64]
- 鳩山町立松栄小学校（2007年鳩丘小と統合し鳩山小へ）[64]
- 川島町立三保谷小学校（2018年出丸小と統合し川島町立つばさ南小学校へ）[65]
- 川島町立出丸小学校（2018年三保谷小と統合しつばさ南小へ）[65]
- 川島町立八ツ保小学校（2018年小見野小と統合し川島町立つばさ北小学校へ）[65]
- 川島町立小見野小学校（2018年八ツ保小と統合しつばさ北小へ）[65]
- 玉川村立玉川小学校日影分校（1971年）[66]
- 都幾川村立明覚小学校大附分校（1987年）[66]
- 都幾川村立大椚第一小学校（2004年統合によりときがわ町立萩ヶ丘小学校〈当時：都幾川村立〉へ）[67]
- 都幾川村立大椚第二小学校（同上）[67]
- 都幾川村立平小学校（同上）[67]

## 秩父郡
- 横瀬町立芦ヶ久保小学校（2009年横瀬町立横瀬小学校へ統合）[68]
- 皆野町立日野沢小学校立沢分校（1979年）[69]
- 皆野町立日野沢小学校（2002年皆野町立国神小学校へ統合）[70]
- 皆野町立金沢小学校（2013年国神小へ統合）[70]
- 小鹿野町立第一小学校（1974年統合により小鹿野町立三田川小学校へ）[71]
- 小鹿野町立第二小学校（同上）[71]
- 小鹿野町立第三小学校（同上）[71]
- 小鹿野町立倉尾小学校（2004年小鹿野町立小鹿野小学校へ統合）[72]
- 両神村立両神小学校滝前分校（1967年）[73]
- 両神村立竹平小学校（1971年小鹿野町立両神小学校〈当時：両神村立〉へ統合）[73]
- 両神村立両神小学校大谷分校（1971年）[73]
- 両神村立両神小学校竹平分教場（1973年）[73]
- 両神村立両神小学校出原分教場（1973年）[73]
- 両神村立両神小学校煤川分教場（1973年）[73]
- 東秩父村立西小学校白石分校（2002年休校[74]、2011年廃校）
- 東秩父村立西小学校大内沢分校（2011年休校）[75]
- 東秩父村立東小学校（2013年西小と統合し東秩父村立槻川小学校へ）[76]
- 東秩父村立西小学校（2013年東小と統合し槻川小へ）[76]

## 児玉郡
- 神泉村立阿久原小学校（1983年矢納小と統合し神川町立神泉小学校〈当時：神泉村立〉へ）[77]
- 神泉村立矢納小学校（1983年阿久原小と統合し神泉小へ）[77]

## 大里郡
- 寄居町立寄居小学校金尾分校（1961年）[78]
- 寄居町立寄居小学校風布分校（2009年）[78]

## 北葛飾郡
- 杉戸町立桜井小学校（1969年豊岡小と統合し杉戸町立泉小学校へ）[79]
- 杉戸町立豊岡小学校（1969年桜井小と統合し泉小へ）[79]
- 松伏町立松伏小学校大川戸分校（1972年）[80]
- 松伏町立松伏小学校赤岩分校（1972年）[80]